# 김업
김업(金業, 1910년 4월 17일 ~ 2006년 10월 4일)은 대한민국의 관료이다.

## 생애

### 어린 시절
한성 마포에서 출생하여 지난날 한때 전라남도 광주에서 잠시 유아기를 보낸 적이 있고 그 후 경상남도 부산에서 성장하였다.

### 학력
- 부산진소학교
- 평양고등보통학교
- 일본 도쿄 제국대학교 철학과 중퇴(1932년)
- 일본 교토 제국대학교 법학과 학사(1938년)
- 대한민국 육군보병학교 졸업(1952년)
- 대한민국 국방대학교 행정학사 1기(1956년)

### 군 경력과 국방부 차관 이력, 그 이후
1938년 일본군 예하 관동군 조선인 지원병 1세대로써 관동군 이등병 입대하였고 1941년 관동군 사병 병장 전역한 그는 1945년 조선 광복(8·15) 후 1947년 8월부터 1948년 2월까지 서울대학교 겸임교수 등을 지내다가 1948년 2월, 교수직을  그만둔 후 1949년 대한민국 공군 대위 임관하여 1957년 예비역 대한민국 공군 대령 전역하였는데 이처럼 1949년 이당 박충훈(훗날 공군 소장 예편 이후 대한민국 국무총리 서리 겸 대통령 권한대행 역임) 등과 함께 대한민국 공군 정훈장교 대위 임관하여 이후 1957년 대한민국 공군 대령 예편한 그는 제10대 국방부 사무차관을 지냈으며, 1985년 이후 사실상 정계 은퇴하였고 2006년 10월 4일 사망했다.